# Сан Салваторе (Катанцаро)
Сан Салваторе је насеље у Италији у округу Катанцаро, региону Калабрија.
Према процени из 2011. у насељу је живело 65 становника. Насеље се налази на надморској висини од 540 м.